# 양주 대모산성
양주 대모산성(楊州 大母山城)은 대한민국 경기도 양주시 백석읍에 위치한 6∼7세기에 축조된 고대 산성이다. 2013년 6월 21일 대한민국 사적 제526호로 지정되었다.
양주 대모산성은 6∼7세기에 축조된 고대 산성으로 성벽 및 현문 등의 시설이 초축(初築) 당시 모습을 잘 유지하고 있으며 성벽의 잔존상태가 양호하고 임진강과 한강을 연결하는 전략적 요충지에 입지하는 등 당대 산성의 특성, 축성기법 등에 관한 연구에 있어서 중요한 학술적 가치를 지니고 있어 국가지정문화재로 지정되었다.

## 지정 가치
양주 대모산성은 『삼국사기(三國史記)』,『세종실록(世宗實錄)』에서 매초성(買肖城)의 기사를 근거로 매초성(買肖城)으로 비정(比定) 되기도 하며, 『신증동국여지승람(新增東國輿地勝覽)』, 『만기요람(萬機要覽)』,『(경기지(京畿誌0』,『경기읍지(京畿邑誌)』,『여도비망(輿圖備志)』,『대동지지(大東地志)』등에서 양주 대모성산(大母城山), 대모산성(大母山城)의 기록이 남아 있다.
임진강과 한강 유역을 연결하는 길목에 자리한 대모산성은 주변의 산성 중 주 교통로에 위치하여 단지 방어만을 목적으로 축조된 것이 아니라, 행정 치소로서의 역할을 담당했던 복합적 성격의 유적으로, 양주지역의 전술적 요충지 또는 치소로서의 중요성을 확인할 수 있다.
장방형으로 가공한 화성암계 변성암으로 높이 약 7.5m 내외의 외벽을 쌓아 올린 다음 그 외부에 삼각형 모양의 단면형태를 띤 4∼5m 높이의 보축을 덧대어 축조한 우수한 축성술과 사다리를 타고 오르내리는 현문식(懸門式) 성문구조, 축조 당시의 모습을 잘 유지하고 있는 성벽 등 6∼7세기의 고대 축성기술을 구체적으로 밝혀낼 수 있는 학술적 가치를 지니고 있다.
또한, 1980년부터 1998년까지 7차례 이루어진 발굴조사로 635점의 금속유물이 출토되었는데, 최고 관리 계층이 소유할 수 있었던 청동 팔찌, 청동도장 등은 대모산성의 위상을 보여주며, 각종 농구류, 공구류 등을 통해 대모산성을 중심으로 그 관할지의 농업·수공업 생산력이 높았고 주변지역에서 생산된 많은 농산물과 수공업품이 대모산성으로 집중․관리되어 물류거점의 역할도 수행했음을 보여주고 있다.

## 참고 자료
- 대모산성 - 국가유산청 국가유산포털